# Birger Sörvik
Knut Birger Sörvik (Göteborg, 4 december 1879 - Göteborg, 23 mei 1978) was een Zweeds turner.
Sörvik won samen met zijn broer Haakon in 1908 met de Zweedse ploeg olympisch goud op de meerkamp.

## Olympische Zomerspelen
| Jaar | Plaats | Resultaten |
| ---- | ------ | ---------- |
| 1908 | Londen | team       |